# 甲子蘭酒文物館
24°45′26″N 121°44′57″E / 24.757100°N 121.749210°E
甲子蘭酒文物館，其前身為宜蘭酒廠，是一座位於臺灣宜蘭縣宜蘭市的一座現代機械化的製酒工廠及設施群，該酒廠的歷史可追溯自1909年，亦為臺灣僅存仍在市中心經營的酒廠設施群。
歸於園區所保存之工業遺產、辦公廳舍及相關歷史性意義，該園區部分建築以「宜蘭酒廠歷史建築群」之名登錄宜蘭市歷史建築，當前該單位由臺灣菸酒股份有限公司營運。其製酒廠經輾轉發展後，當前規劃成文物展覽館開放民眾參觀。

## 沿革

### 日治時期的創立
臺灣日治初期，臺灣總督府於1901年6月將製藥所、臺灣鹽務局及臺灣樟腦局合併為「臺灣總督府專賣局」，西元1909年）（明治43年），宜蘭士紳林青雲與等34人共同創立宜蘭製酒公司，投入當地製酒行業，後整併附近廠家合組宜蘭製酒公司以應付酒稅。起初，該公司專事生產紅露酒，其材料以紅麴及糯米釀造。
西元1920年，宜蘭製酒公司於1920年改組為宜蘭製酒株式會社，為當時宜蘭地區第一發達的事業，並在宜蘭神社留有所奉獻的石燈座。

#### 專賣局宜蘭支局宜蘭酒工場

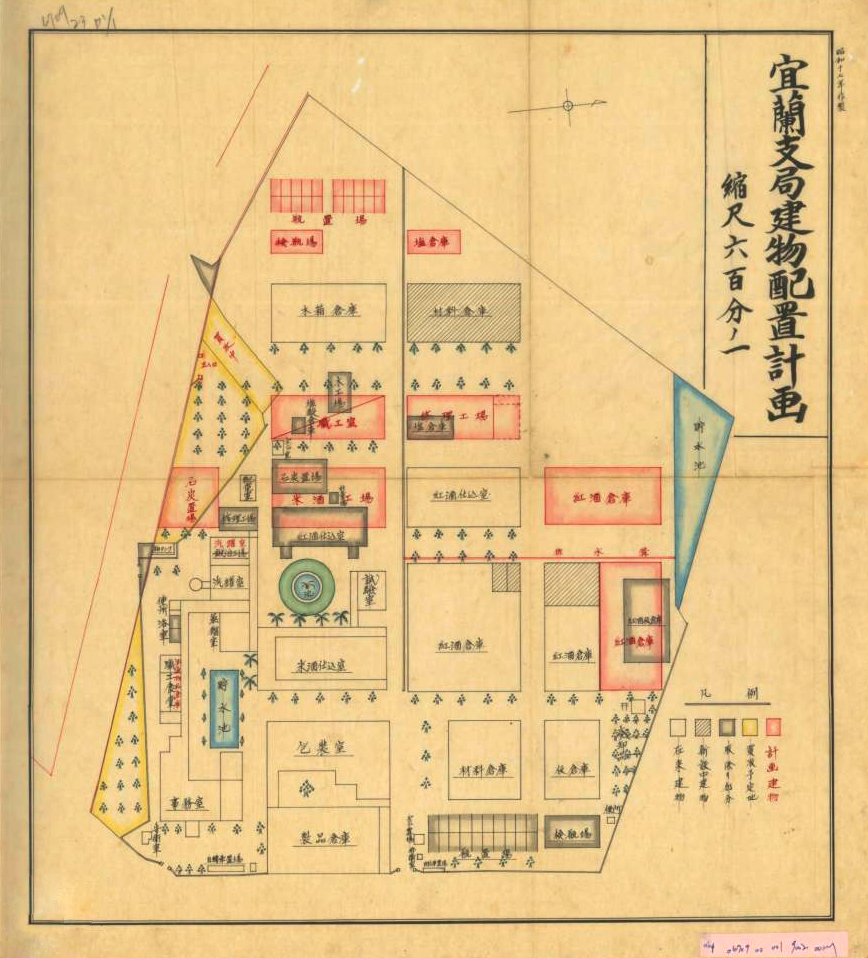
1938年專賣局宜蘭支局配置圖

另一方面，宜蘭地區的專賣機構最初為1920年6月設置的「專賣局宜蘭出張所」，後來為了酒類專賣實施，其在1922年4月改制為「臺北專賣支局宜蘭出張所」。1922年7月實施酒類專賣後，宜蘭製酒株式會社工場被專賣局徵收，作為附屬的宜蘭酒工場。宜蘭出張所在1924年12月改制為專賣局宜蘭出張所；隨著專賣事務逐漸擴展，宜蘭出張所用地亦逐漸擴充，新的宜蘭出張所事務所廳舍於1929年6月完工。
1938年2月，專賣局宜蘭出張所升格為專賣局宜蘭支局。專賣局宜蘭支局的管轄區域包含臺北州宜蘭郡、羅東郡、蘇澳郡和花蓮港廳的部分蕃地。

### 戰後時期
在第二次世界大戰結束後，專賣局宜蘭支局在臺資產、廠群於1945年11月由臺灣省專賣局接收，1946年改稱台灣省專賣局宜蘭分局酒工場，同年9月獨立設廠定名為台灣省專賣局宜蘭酒工廠。1947年專賣機構調整，易名為台灣省酒業有限公司第九酒廠。後自西元1957年定名為台灣省菸酒公賣局宜蘭酒廠。

### 當代
1998年12月12日，宜蘭酒廠配合經濟轉型而重新整合，於舊倉庫群內成立甲子蘭酒文物館實行對外開放。2001年臺灣歷史建築百景徵選活動中，宜蘭酒廠歷史建築群被票選為第49名，亦獲中華民國各縣市歷史建築十景。
2002年，園區復名為「台灣菸酒股份有限公司宜蘭酒廠」。同時因應宜蘭市政府推動「蘭城新月-南門計畫」，2011年，宜蘭酒廠通過經濟部觀光工廠評鑑後順利轉型，同時宜蘭酒廠也加入宜蘭博物館家族協會。當前該園區持續販售台灣菸酒股份有限公司之酒類商品。

## 園區配置
當前，宜蘭酒廠整體面積約為2.1公頃，其廠區整體空間大體維持日治時期的規劃格局，目前廠內留存有十二棟日治時期建築物，部分已登錄為「宜蘭酒廠歷史建築群」。

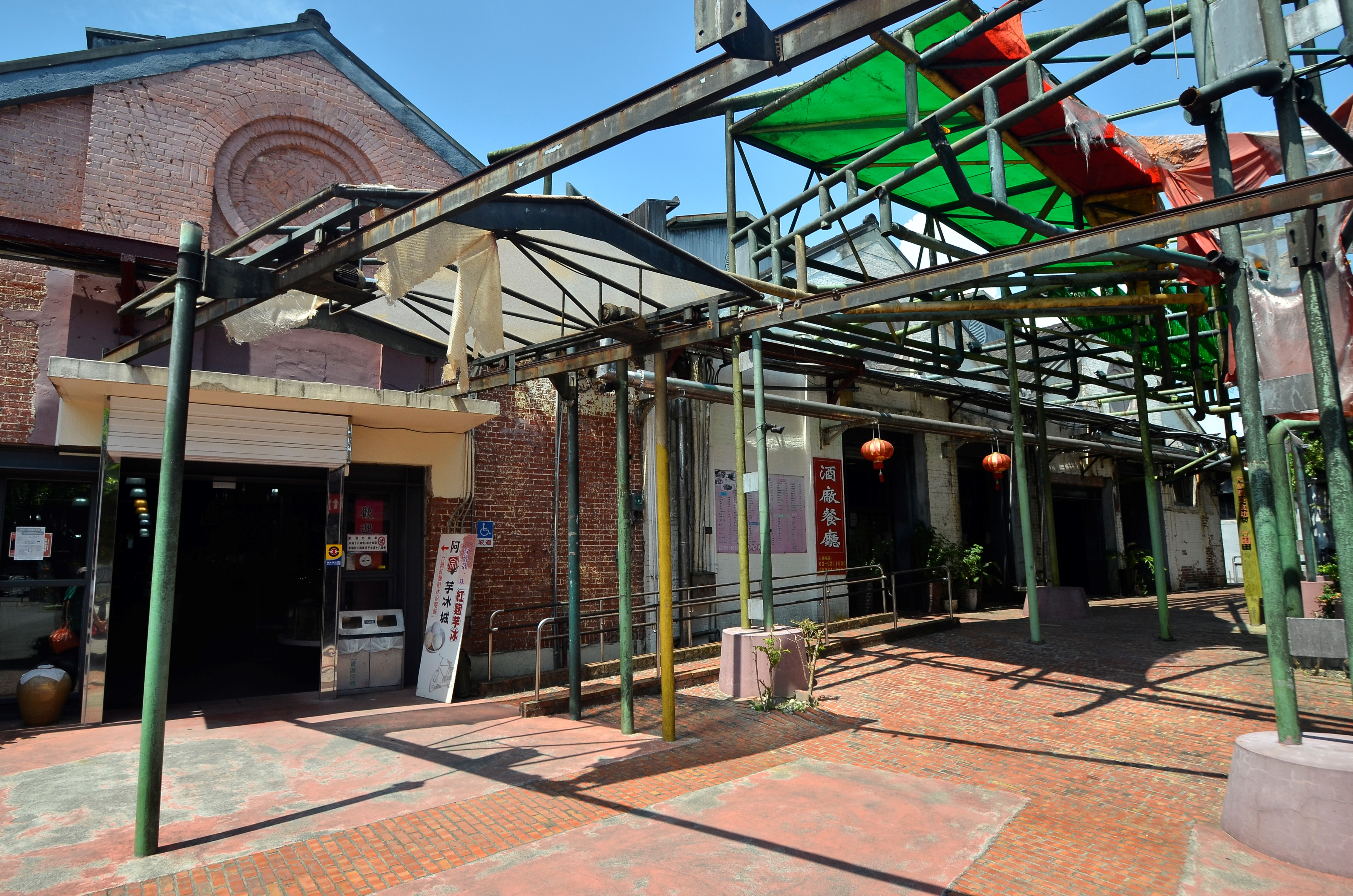
舊材料倉庫
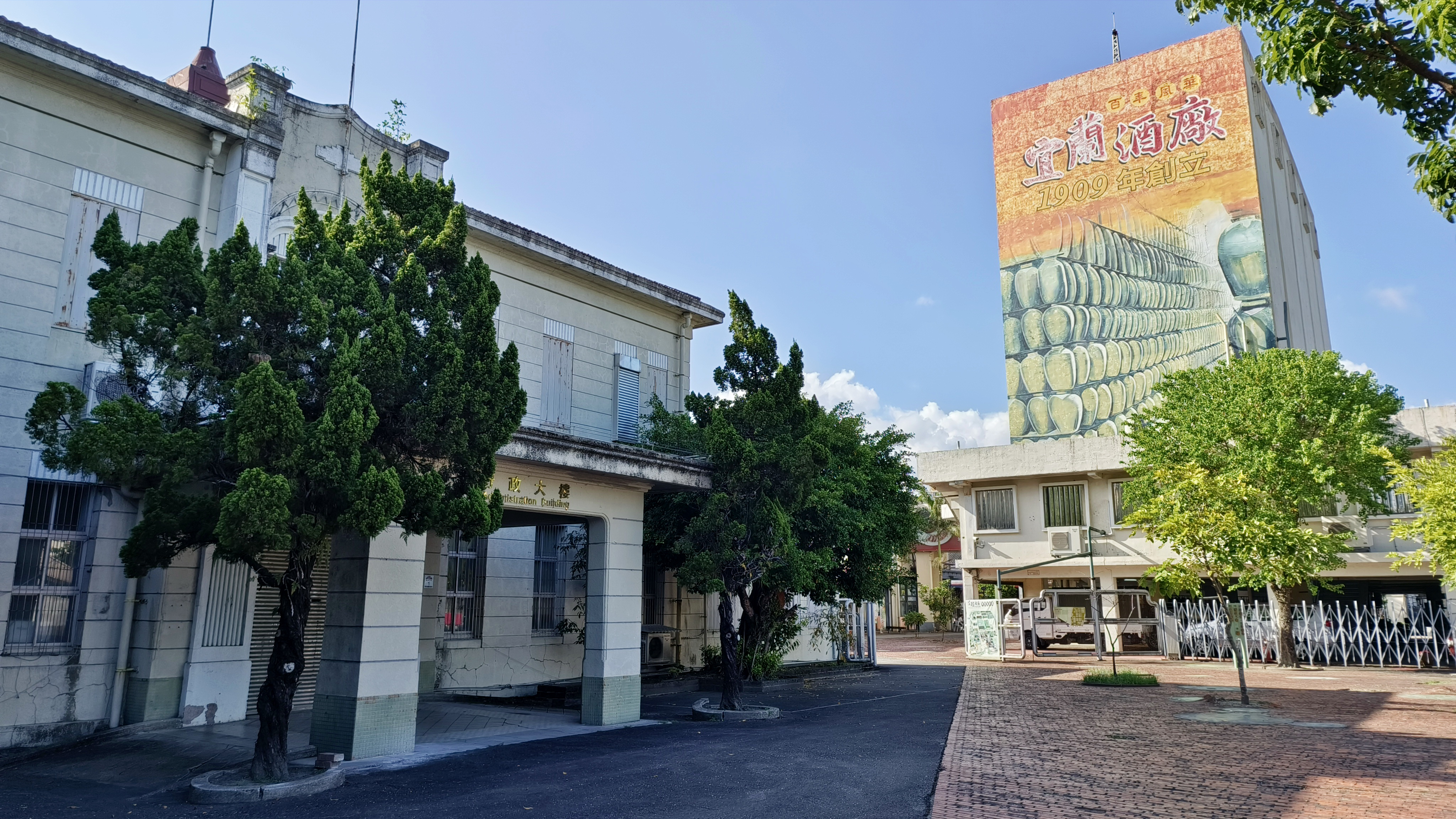
行政大樓
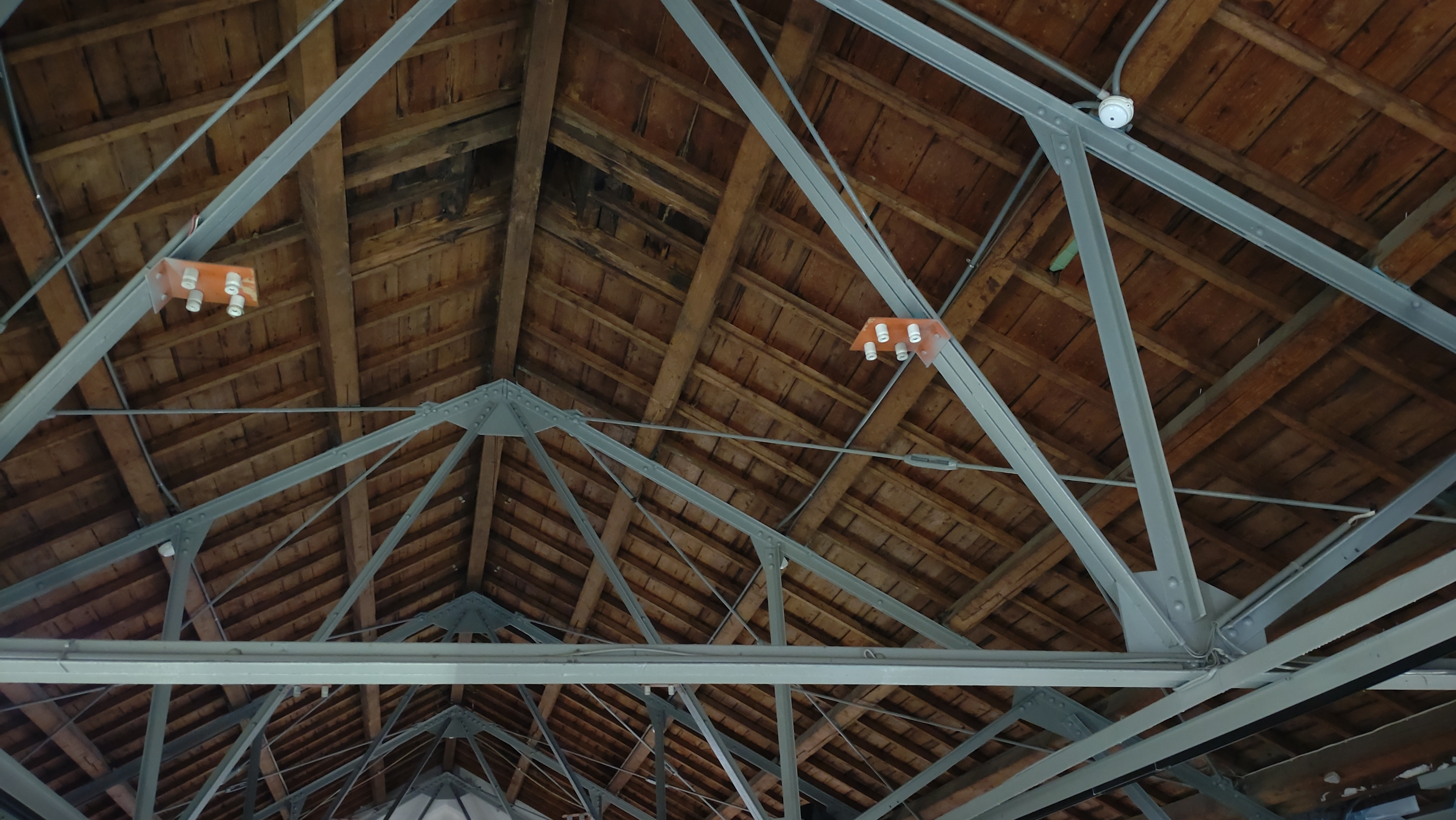
原物料倉庫桁架
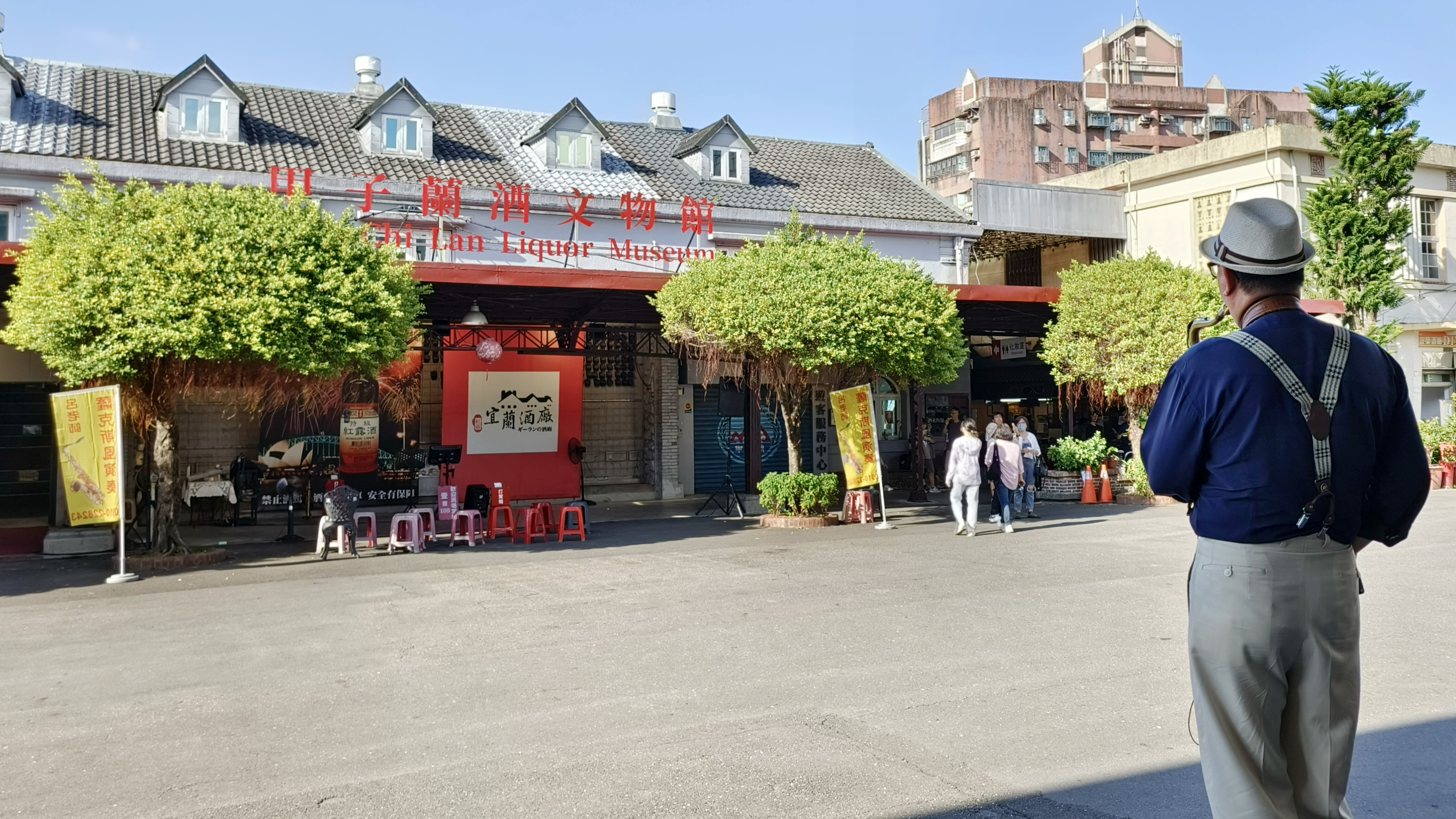
甲子蘭酒文物館

### 行政大樓
行政大樓建於西元1929年（昭和4年），其結構為兩層樓的磚造建築，早期被稱為「事務室」，作為臺灣總督府專賣局宜蘭出張所的辦公廳舍使用，該建築立面採用了西式古典設計。行政大樓大門兩側的立柱上原設有四葉飾，在戰後被改為梅花圖樣。
經多次修繕，行政大樓的外觀與內部依然保持完整，並持續用作行政辦公，其空間格局幾乎沒有改變。後方的舊理髮室、廁所、浴室的內部經改裝後仍在使用。閱覽室位於行政大樓的後方，與大樓屬於同一時期建築。這個空間最初供員工閱讀書報使用，目前主要作為交流聯誼的場所。

### 舊材料倉庫
建於西元1935年（昭和10年），原本用於存放材料之空間。1998年，該倉庫被改建為甲子蘭酒文物館，成為宜蘭酒廠首個對外開放參觀的空間。館內一樓為販售區，二樓為酒文物展覽區，展示主題分為四個部分，包括宜蘭酒廠的歷史沿革、臺灣菸酒公司生產的各類酒品及宜蘭酒廠的生產史、酒廠製酒、儲酒及包裝的整個過程等特定主題展覽。
另處1926年興建之製酒廠房，經修繕成為員工會議講習、文康休閒及用餐場所。2011年再改建成紅露藝廊，做為藝術家作品展覽平台使用。

### 舊木箱倉庫
舊木箱倉庫於日治昭和初期建造，其建築採以木造、磚造形式建造，左、右兩側外牆採木造雨淋板，另再加上木造的飛扶壁，來加強承接屋頂重量木柱的側向力，因此形成突出於牆壁之外的斜柱子景觀。第二次世界大戰期間，舊木箱倉庫部分空間受空襲影響而遭到毀損，後於1952年依原貌加以重建，1989年改為員工餐廳及福利社。
目前內部還保留倉庫空間型式，近年因園區停車空間規劃導致部分空間再被拆除，僅保留一部分的空間。

### 蒸煮室、發酵室及壓榨室
蒸煮室、發酵室及壓榨室原作為酒廠製酒的主要設施，近年該空間移作觀光銷售空間使用，當前該設施以宜蘭酒廠TTL主題館之名開放。主要是銷售台灣菸酒公司的各類產品，包括烏豆酒、米酒、當歸酒、米酒頭等。

### 紅露酒調和室
建於西元1927年（昭和2年），該建築共設計兩個屋頂形式，同時為了增強通風效果，屋頂設有腰樓。2007年，爲配合酒廠轉型，該設施改裝為台灣紅麴館開放參觀，內部的鋼骨結構及管線，新設設施仍維持原調合室的格局。

## 另見
- 宜蘭設治紀念館

## 外部連結
- 臺灣菸酒股份有限公司-宜蘭酒廠 （页面存档备份，存于）
- 宜蘭觀光酒廠的Facebook專頁